# Eintracht Frankfurt
Eintracht Frankfurt je nemški nogometni klub, ki je bil ustanovljen leta 1899 v Frankfurtu.

## Klubske lovorike
- Nemški mistr: 1
  - 1959

- DFB-Pokal: 5
  - 1974, 1975, 1981, 1988, 2018

- Pokal UEFA / Evropska liga: 2
  - 1980, 2022